# Château Pétrus
Château Pétrus är ett rött bordeauxvin från appellationen Pomerol i sydvästra Frankrike. Vinet räknas som ett av världens finaste, dyraste och mest svåråtkomliga. En flaska Château Pétrus kostar ca 10 000 kronor för senare årgångar och ibland mer än så. Den redan legendariska årgången 2005 kostade över 27 000 kr när den släpptes 2008. De finaste äldre årgångarna, såsom 1921, 1929 och 1961 kan kosta över 100 000 kronor .
Vingården är på 11,4 hektar och består till 95% av Merlot-druvor och till 5% av Cabernet Franc. Druvorna skördas för hand och jäses i temperaturkontrollerade cementtankar. Sedan lagras det 20 månader på franska ekfat innan det buteljeras.
Château Pétrus ägs och drivs av negocianten Établissements Jean-Pierre Moueix med Christian Moueix (utsedd till Man of the Year 2008 av tidningen Decanter) i spetsen. Företaget äger flera andra vingårdar bland annat Chateau Lagrange och Chateau La Fleur-Petrus i Pomerol och Dominus i Napa Valley, USA.